# Cyrtopogon anomalus
Cyrtopogon anomalus är en tvåvingeart som beskrevs av Cole 1919. Cyrtopogon anomalus ingår i släktet Cyrtopogon och familjen rovflugor. Inga underarter finns listade i Catalogue of Life.